# Лахость (село)
Лахость — село в Великосельском сельском поселении Гаврилов-Ямского района Ярославской области, неподалёку от впадения реки Лахость в Которосль.

## История
Церковь села Лахости воздвигнута в 1784 году на средства прихожан, с двумя престолами: Обновления храма Воскресения Христова и Всех Святых.
В конце XIX — начале XX века село входило в состав Великосельской волости Ярославского уезда Ярославской губернии.
С 1929 года село входило в состав Кузовковского сельсовета Гаврилов-Ямского района, с 2005 года — в составе Великосельского сельского поселения.

## Население
| 1859 | 1914 | 2007 | 2010 |
| ---- | ---- | ---- | ---- |
| 16   | ↘12  | ↗190 | ↘178 |

Население на 1 января 2007 года — 190 человек.

## Достопримечательности
В селе находится полуразрушенная церковь Воскресения Словущего постройки 1796 года. Церковь постепенно восстанавливается усилиями местных жителей.

## Известные уроженцы
Каменская, Галина Алексеевна - Герой Социалистического труда.